# Gladys Nwabani
Gladys Nwabani (* 31. Dezember 1988 in Umuahi) ist eine ehemalige nigerianische Leichtathletin, die sich auf den Sprint spezialisiert hat.

## Sportliche Laufbahn
Erste internationale Erfahrungen sammelte Gladys Nwabani im Jahr 2006, als sie bei den Juniorenweltmeisterschaften in Peking mit 12,25 s im Halbfinale im 100-Meter-Lauf ausschied. Im Jahr darauf kam sie bei den Afrikaspielen in Algier mit 24,59 s nicht über die Vorrunde im 200-Meter-Lauf hinaus und gewann mit der nigerianischen 4-mal-100-Meter-Staffel in 43,85 s gemeinsam mit Endurance Ojokolo, Emem Edem und Oludamola Osayomi die Silbermedaille hinter dem ghanaischen Team. Im selben Jahr begann sie ein Studium an der University of Texas at El Paso in den Vereinigten Staaten und 2011 beendete sie ihre aktive sportliche Karriere im Alter von 22 Jahren.

## Persönliche Bestleistungen
- 100 Meter: 11,38 s (−0,1 m/s), 16. Juli 2006 in Oghara
  - 60 Meter (Halle): 7,42 s, 27. Februar 2009 in Houston
- 200 Meter: 24,41 s (0,0 m/s), 7. Juli 2005 in Abuja